# СПД Раднички Крагујевац
СПД Раднички  (пун назив Спортско привредно друштво Раднички д.о.о. Крагујевац) је спортско друштво из Крагујевца, Србија. У оквиру спортског друштва тренутно постоји четири мушка и три женска клуба.
Фудбалски клуб Раднички 1923 није део СПД Раднички.

## Историја
Спортско привредно друштво Раднички д.о.о. Крагујевац, основано је 31. августа 2016. године Одлуком Скупштине Мушког одбојкашког клуба Раднички о промени правног облика у Спортско привредно друштво „Мушки одбојкашки клуб Раднички” д.о.о. Крагујевац. Град Крагујевац преузео је оснивачка права над Спортским привредним друштвом „Мушки одбојкашки клуб Раднички” д.о.о. 21. јуна 2017. године. Град Крагујевац је 12. фебруара 2019. године променио име у Спортско привредно друштво Раднички д.о.о. Крагујевац, када је поред основне делатности спортских клубова, друштво започело и обављање делатности спортских објеката.

## Клубови СПД Раднички
| Клуб                            | Основан |
| ------------------------------- | ------- |
| Одбојкашки клуб Раднички        | 1945.   |
| Женски одбојкашки клуб Раднички | 1977.   |
| Рукометни клуб Раднички         | 1964.   |
| Женски рукометни клуб Раднички  | 1993.   |
| Ватерполо клуб Раднички         | 2012.   |
| Кошаркашки клуб Раднички        | 2015.   |
| Женски кошаркашки клуб Раднички | 1967.   |

### Одбојкашки клуб Раднички
ОК Раднички је основан 1945. године. Кроз своју историју клуб је наступао у свим лигама старе Југославије. Први велики успех клуб је постигао осамдесетих година 20. века када је заузео друго место у другој савезној лиги СФРЈ. Тренер екипе је тада био Никола Матијашевић.
Након распада Југославије клуб је постизао слабије резултате да би се 2000. године пласирао у прву Б савезну лигу у којој је играо 3 сезоне. Сезоне 2003/04 клуб се пласирао у Прву А лигу у којој се и дан данас такмичи. Одбојкаши Радничког наставили су да бележе сјајне резултате и у сезони 2007/08. када су стигли до четвртфинала ЦЕВ купа. У сезони 2008/09. Раднички је постао првак Србије, када је у финалу плеј-офа у хали Језеро пред више од 4000 гледалаца победио Војводину у мајсторици. Освајањем титуле клуб је постао И учесник Лиге европских шампиона.

### Женски одбојкашки клуб Раднички
ЖОК Раднички Крагујевац основан је 1977. године. Од девојака Гимназије и средње техничке школе, брзо је састављена екипа, која је стартовала у такмичењу у Регионалној лиги. Кроз све године такмичења Раднички је играо значајну улогу у женској одбојци и био препознатљив клуб са највишим амбицијама где је створио низ познатих одбојкашица које су браниле боје репрезентације и достизале највеће успехе у својој играчкој каријери. Тренутно се такмиче у Првој Б лиги.

### Рукометни клуб Раднички
Клуб је основан 1964. године, а прву званичну утакмицу одиграо је против РК Борац из Параћина и победио са 22:9. 9. августа 1965. на Пиварском брду изграђен је први рукометни терен у Крагујевцу, а током сезоне 1972/73. постављена је и расвета. 
Клуб се у сезони 1967/68. спојио са РК „Студент“, а већ у сезони 1968/69. је заузео прво место и пласирао се у Јединствену српску лигу. Клуб се по први пут пласирао у Другу савезну лигу Југославије у сезони 1976/77, али је поново испао у Јединствену српску лигу у сезони 1978/79. Од 1982. до 1990. клуб се такмичио у Међурепубличкој лиги (осим сезоне 1984/85.), а након укидања Међурепубличке лиге од сезоне 1990/91. клуб је наставио такмичење у Српској лиги Запад.
У сезони 2006/07. Раднички је освајио 2. место у Првој лиги Србије и постигао је највећи успех у историји клуба пласманом у Суперлигу Србије. Од тада се клуб такмичи у Суперлиги, а највећи успех је постигао у сезони 2009/10. освајањем 5. места, чиме је клуб по први пут обезбедио место у неком европском такмичењу. Прво европско такмичење у којем је клуб заиграо је Челенџ куп, а Раднички је стигао до четвртфинала, где је у двомечу била боља Бенфика (29:28; 21:29). У истој сезони клуб је наставио са добрим резултатима и сезону завршио на 5. месту Суперлиге, а већ наредне сезоне 2011/12. завршио је две степенице изнад, на 3. месту, што је најбољи резултат у клупској историји.

### Женски рукометни клуб Раднички
Женски рукометни клуб Раднички је основак када и мушки клуб 1964. године.  Женски рукометни клуб Раднички је најтежи тренутак доживео гашењем клуба средином 70 – их година. Да би оживели женски рукомет у Крагујевцу, група рукометних ентузијаста је 1993. године основала је Рукометни клуб Крагујевац – популарне „Осице“. Упоредо са њим је при Економском факултету Универзитета у Крагујевцу егзистирао и Рукометни клуб Студент. РК Крагујевца је 2003. године уласком у Спортско друштво Раднички преименован у ЖРК Раднички, клуб који је освојио све што се могло освојити у Србији.
Упоредо са наступима у ЕХФ Купу Европе, крагујевачки клуб је довољно организационо и играчки стасао, да би у сезони 2013/2014. освојио титулу првака Србије. Наредна сезона била је круна вишегодишњег рада и представљала је највећи успех крагујевачког рукомета, као и клубова из спортске породице Радничког, када је освојена дупла круна – државно првенство и Куп Србије, чиме је у град на Лепеници стигла и Лига Шампиона. Септембра 2014. године по први пут у историји Србије, Радники и Крагујевац имали су ту част да успешно организују квалификациони турнир за улазак у Лигу Шампиона. Нажалост, у конкуренцији моћних европских клубова, ни те ни следеће године им није пошло за руком да изборе улазак у групну фазу.

### Кошаркашки клуб Раднички
Године 2014. угашен је КК Раднички Крагујевац који се пет сезона такмичио у регионалној лиги.На иницијативу бившег српског кошаркаша Николе Лончара основан је Крагујевачки кошаркашки клуб Раднички који је такмичење започео од најнижег ранга такмичења, Друге српске лиге Запад. Клуб је представљен спортској јавности 13. октобра 2015. године, а два дана касније одиграо је прву такмичарску утакмицу против Банета из Рашке и победио са убедљивих 115:34. Сезону су завршили са скором 22-0 и тако се пласирали у трећи сетепен такмичења - Прву српску лигу Запад.

У Првој српској лиги Запад у сезони 2016/17 заузели су 4. место са 20 победа и 6 пораза. Због финансијских проблема крушевачки Напредак морао је да напусти Кошаркашку лигу Србије, највиши степен такмичења, а његово место у сезони 2017/18 заузео је Раднички.
Радички је у првој сезони са 7 победа и 19 пораза заузео 13. место и након само једне сезоне испао у Другу лигу. У првој сезони у Другој лиги освојили су 9. место.
На почетку сезоне 2019/20, клуб је постао део Спортског привредног друштва Раднички и променио је име у КК СДП Раднички д.о.о. Клуб је појачао ветеран и бивши кошаркаш Црвене звезде и Партизана, Рашко Катић. У првој сезони под новим именом, Раднички је освојио 1. место у Другој лиги Србије и пласирао се у Кошаркашку лигу Србије.

### Женски кошаркашки клуб Раднички
Женски кошаркашки клуб Раднички основан је 1967. године уз сагласност спортског друштва Раднички. Први председник клуба био је Стеван Жиловић. У првој сезони под вођством тренера Јована Антића у Српској лиги Југ клуб је заузео последње место.
Од 1971. године почиње рад са млађим категоријама што је резултовало и бољим резултатима. У највишем степену такмичења први пут су заиграли у сезони 1975/76. Још три пута су након ове сезоне играли у Првој лиги СФРЈ. Године 1986 долази до раздвајања мушког и женског клуба.
Након распада бивше државе, у Прву лигу су се вратиле у сезони 1999/00. У првој деценији двадесет и првог века Раднички је углавном играо у Првој Б лиги, да би се коначно 2009. године пласирао у највиши степен такмичења и од тада је стабилан прволигаш.

### Ватерполо клуб Раднички
КВК Раднички је ватерполо клуб из Крагујевца, Србија. Основан је 25. априла 2012. године као Ватерполо клуб Раднички. То име је носио до краја сезоне 2015/16. Највећи успех је остварио освајањем Купа Европе у сезони 2012/13, а годину дана касније поражени су у финалу Лиге шампиона. У сезони 2014/15 освојили су Куп Србије. 
У мају 2016. године формиран је нови клуб који је понео име Крагујевачки ватерполо клуб Раднички. Под новим именом клуб је  освојио Куп Србије у сезони 2019/20. Тренутно се такмичи у Првој лиги Србије и Другој Јадранској лиги. У сезони 2020/21. године постали су први српски клуб који је освојио регионалну Јадранску лигу. Исте сезони први пут су постали прваци Србије.

## Резултати од прикључења СПД Раднички

### Одбојкашки клуб Раднички
| Сез.     | Ранг | Лига Србије      | Позиција | Скор   | Бод. | Плеј-оф       | Куп Србије   | Суперкуп Србије |
| -------- | ---- | ---------------- | -------- | ------ | ---- | ------------- | ------------ | --------------- |
| 2019/20. | 1.   | Суперлига Србије | 6. место | 9 : 9  | 29   | Није се играо | Четвртфинале | —               |
| 2020/21. | 1.   | Суперлига Србије | 4. место | 11 : 7 | 31   | Полуфинале    | Финале       | —               |
| 2021/22. | 1.   | Суперлига Србије | 4. место | 12 : 6 | 34   | Четвртфинале  | Четвртфинале | —               |
| 2022/23. | 1.   | Суперлига Србије | 2. место | 16 : 6 | 49   | Полуфинале    | Полуфинале   | —               |
| 2023/24. | 1.   | Суперлига Србије | 2. место | 16 : 6 | 47   | Полуфинале    | Полуфинале   | —               |
| 2024/25. | 1.   | Суперлига Србије | 1. место | 17 : 5 | 51   | Првак         | Победник     | —               |

### Женски одбојкашки Раднички
| Сез.     | Суперлига Србије | Плеј-оф | Нижи ранг                               | Нижи ранг                               | Куп Србије | Суперкуп Србије |
| -------- | ---------------- | ------- | --------------------------------------- | --------------------------------------- | ---------- | --------------- |
| 2019/20. | —                | —       | 10. место (Друга лига центар - 4. ранг) | 10. место (Друга лига центар - 4. ранг) | —          | —               |
| 2020/21. | —                | —       | 5. место (Прва Б лига - 3. ранг)        | 5. место (Прва Б лига - 3. ранг)        | —          | —               |
| 2021/22. | —                | —       | 5. место (Прва Б лига - 3. ранг)        | 5. место (Прва Б лига - 3. ранг)        | —          | —               |
| 2022/23. | —                | —       | 5. место (Друга лига Центар - 3. ранг)  | 5. место (Друга лига Центар - 3. ранг)  | —          | —               |
| 2023/24. | —                | —       | 8. место (Друга лига Центар - 3. ранг)  | 8. место (Друга лига Центар - 3. ранг)  | —          | —               |
| 2024/25. | —                | —       | 2. место (Друга лига Исток - 3. ранг)   | 2. место (Друга лига Исток - 3. ранг)   | —          | —               |

### Рукометни клуб Раднички
| Сез.     | Суперлига Србије   | Плеј-оф          | Супер Б лига | Куп Србије    | Регионално такмичење |
| -------- | ------------------ | ---------------- | ------------ | ------------- | -------------------- |
| 2019/20. | —                  | —                | 1. место     | —             | —                    |
| 2020/21. | 4. место (група Б) | 7. место         | —            | Полуфинале    | —                    |
| 2021/22. | 4. место (група А) | 4. место         | —            | Полуфинале    | —                    |
| 2022/23. | 6. место           | Није се пласирао | —            | Полуфинале    | —                    |
| 2023/24. | 9. место           | Није се пласирао | —            | Четвртфинале  | —                    |
| 2024/25. | 6. место           | Четвртфинале     | —            | Осмина финала | —                    |

### Женски рукометни клуб Раднички
| Сез.     | Суперлига Србије  | Плеј-оф          | Супер Б лига | Куп Србије    | Регионално такмичење |
| -------- | ----------------- | ---------------- | ------------ | ------------- | -------------------- |
| 2019/20. | —                 | —                | 1. место     | —             | —                    |
| 2020/21. | 3. место          | Финалиста        | —            | Четвртфинале  | —                    |
| 2021/22. | 6. место          | Није се пласирао | —            | Полуфинале    | —                    |
| 2022/23. | 7. место          | Није се пласирао | —            | Осмина финала | —                    |
| 2023/24. | 11. место         | Није се пласирао | —            | Осмина финала | —                    |
| 2024/25. | 4. место (Б лига) | Није се пласирао | —            | Четвртфинале  | —                    |

### Кошаркашки клуб Раднички
| Сез.     | Првенство Србије - КЛС | Првенство Србије - Суперлига | Друга лига Србије | Куп Србије   | Регионално такмичење | Европско такмичење |
| -------- | ---------------------- | ---------------------------- | ----------------- | ------------ | -------------------- | ------------------ |
| 2019/20. | —                      | —                            | 1. место          | —            | —                    | —                  |
| 2020/21. | 11. место              | —                            | —                 | Четвртфинале | —                    |                    |
| 2021/22. | 15. место              | —                            | —                 | Четвртфинале | —                    | —                  |
| 2022/23. | —                      | —                            | 1. место          | —            | —                    | —                  |
| 2023/24. | 7. место               | —                            | —                 | —            | —                    | —                  |
| 2024/25. | 8. место               | —                            | —                 | —            | —                    | —                  |

### Женски кошаркашки клуб Раднички
| Сез.     | Прва лига Србије | Плеј-оф     | Друга лига Србије | Куп Милан Цига Васојевић | Регионално такмичење |
| -------- | ---------------- | ----------- | ----------------- | ------------------------ | -------------------- |
| 2019/20. | 5. место         | није играно | —                 | —                        | —                    |
| 2020/21. | 8. место         | —           | —                 | Четвртфинале             | —                    |
| 2021/22. | 10. место        | —           | —                 | Четвртфинале             | —                    |
| 2022/23. | 12. место        | —           | —                 | Осмина финала            | —                    |
| 2023/24. | —                | —           | 4. место          | Није се квалификовао     | —                    |
| 2024/25. | —                | —           | 6. место          | Није се квалификовао     | —                    |

### Ватерполо клуб Раднички
| Сез.     | Првенство Србије | Куп Србије   | Регионално такмичење            | Европско такмичење                                |
| -------- | ---------------- | ------------ | ------------------------------- | ------------------------------------------------- |
| 2017/18. | 6. место         | Четвртфинале | —                               | —                                                 |
| 2018/19. | Полуфинале       | Финалиста    | Друга Јадранска лига — 3. место | —                                                 |
| 2019/20. | није одиграно    | Победник     | Друга Јадранска лига — Првак    | Куп Европе — Групна фаза (3. место)               |
| 2020/21. | Првак            | Финалиста    | Јадранска лига — Првак          | Куп Европе — Четвртфинале                         |
| 2021/22. | Финалиста        | Победник     | Јадранска лига — 4. место       | Лига шампиона — Групна фаза                       |
| 2022/23. | Полуфинале       | Полуфинале   | Јадранска лига — Полуфинале     | Лига шампиона — Групна фаза                       |
| 2023/24. | Финалиста        | Полуфинале   | Јадранска лига — 6. место       | Лига шампиона — Квалификације (2. место, група Б) |
| 2023/24. | Финалиста        | Полуфинале   | Јадранска лига — 6. место       | Куп Европе — Квалификације (4. место, група Д)    |
| 2024/25. | Првак            | Полуфинале   | Јадранска лига — Првак          | Лига шампиона — Групна фаза                       |
| 2024/25. | Првак            | Полуфинале   | Јадранска лига — Првак          | Куп Европе — Финалиста                            |

## Спортски објекти
Спортски објекти и купалишта, која су поверена СПД Радничком на одржавање и управљање су:
- Спортска хала Језеро
- Спортска хала Гордана Гоца Богојевић
- Центар за спорт и рехабилитацију особа са инвалидитетом Искра
- Куглана
- Стрељана
- Затворени базен
- Отворени базени
- Шумаричко језеро